# Teocaristo (exarca)
Teocaristo (em latim: Theocaristus) foi um bizantino do século VII, conhecido através de seu selo. No obverso do selo há um monograma cruciforme com seu nome, enquanto no reverso há outro monograma cruciforme com o título de exarca. Os autores da PIRT sugerem que, apesar do título registrado, ele provavelmente foi chefe de uma guilda e não exarca da Itália ou África.